# Майкон Перейра Роке
Майкон Перейра Роке (порт. Maicon Pereira Roque, нар. 14 вересня 1988, Барретус) — бразильський футболіст, захисник клубу «Сантус».

## Ігрова кар'єра
У дорослому футболі дебютував 2007 року виступами за команду клубу «Крузейру», в якій провів один рік.
Протягом 2008 року на правах оренди захищав кольори «Кабуфрієнсе», після чого на правах оренди перейшов у португальський «Насьонал».
Своєю грою за останню команду привернув увагу представників тренерського штабу «Порту», до складу якого приєднався 3 червня 2009 року, уклавши 5-річний контракт. Разом з клубом став дворазовим чемпіоном Португалії та переможцем Ліги Європи. Наразі встиг відіграти за клуб з Порту 52 матчі в національному чемпіонаті.

## Титули і досягнення
- Чемпіон Португалії (3):

«Порту»: 2010-11, 2011-12, 2012-13
- Володар кубка Португалії (2):

«Порту»: 2009-10, 2010-11
- Володар  суперкубка Португалії (5):

«Порту»: 2009, 2010, 2011, 2012, 2013
- Переможець Ліги Європи (1):

«Порту»: 2010-11
- Чемпіон Туреччини (1):

«Галатасарай»: 2017–18
- Чемпіон Саудівської Аравії (1):

«Ан-Наср»: 2018-19
- Володар Суперкубка Саудівської Аравії (2):

«Ан-Наср»: 2019, 2020